# Хариани
Хариани, или харианви (Bangaru, Banger, Bangri, Bangru, Chamarwa, Desari, Hariani, Hariyani, Haryani, Haryanvi, Jatu) — индоарийский язык. Распространён в штатах Дели, Карнатака, Пенджаб, Раджастхан, Уттар-Прадеш, Харьяна, Химачал-Прадеш. Хариани лексически схож с языком брадж-бхаша и на 60 % схож с языком багри. Термин Haryanvi также используется для названия народа из штата Харьяна.

## Географическое распределение
Хариани — коренной народ, проживающий в штатах Дели и Харьяна. На стандартной форме харианви говорят во многих округах штата Харьяна: Бхивани, Джаджар, Джинд, Рохтак, Сонипат, Хисар.
В округах, прилегающих к штату Раджастхан, говорят на нескольких диалектах, похожих на язык раджастхани, подобных языку мевати в округе Меват. Другие широко распространённые диалекты — ахирвати народа ахир, на котором говорят в округах Гургаон, Махендрагарх, Ревари.
Багри (который имеет высокое лексическое сходство с диалектами хариани на западе) распространён на юге округов Бхивани, Фатехабад, на юге и западе округов Сирса и Хисар.
Харианви смешан с языком брадж-бхаша, на котором говорят в округе Фаридабад. На харианви говорят в округе Панипат и на юге округа Ямунанагар, все вдоль реки Ямуна более понимают его за пределами Харьяна.

## Диалекты
Региональные различия разговорного хариани представляют собой диалектный континуум. Диалекты харианви имеют много вариаций и иногда он меняется от деревни к деревне, когда расстояние между ними небольшое, всего несколько километров. Бангару, известный также как литературный хариани, более широко распространён. Народы ахир и ахирвал на юге Харьяна говорят на хариани, похожий на язык раджастхани. Брахманы, роры и камбоджи обычно говорят на диалекте кхаддар, являющийся более северной формой хариани и имеет более общего с кхари-боли. Гуджары говорят на языке гуджри.
Хариани принадлежит к семье западного хинди. Как правило, это понимается как диалект хинди, а не отдельный язык, хотя он больше имеет лексическое сходство и взаимопонятность с диалектом багри языка раджастхани. Несколько диалектов хариани имеют много схожести с кхариболи, престижным диалектом хинди, но и несколькими другими разнородными диалектами.
Очень примечательная особенность этого языка — агрессивный тон, из-за чего его иногда в других частях Индии называют как «Lathmar» («избиение прутом»).